# 거짓말 (조항조의 노래)
거짓말은 2005년에 가수 조항조에 의해 발표된 노래이다. 금영노래방 69659, TJ노래방 16305번 곡으로 수록되어 있다.

## 가사
1. 사랑했다는 그 말도 거짓말 돌아온다던 그 말도 거짓말 세상의 모든 거짓말 다 해놓고
행여 나를 찾아와 있을 너의 그 마음도 다칠까 너의 자리를 난 또 비워둔다
이젠 더 이상 속아선 안 되지 이젠 더 이상 믿어설 안 되지 하지만 그게 말처럼 쉽지 않아
다시 한번만 더 나 너를 다시 한번만 더 너에게 나를 사랑할 기횔 주어본다
어떤 사랑으로 나의 용서에 답하련지 또 잠시 날 사랑하다 떠날건지
마치 처음 날 사랑하듯 가슴 뜨겁게 와 있지만 난 왠지 그 사랑이 두려워
오직 나만을 위한 그 약속과 내 곁에서 날 지켜준다는 말 이번 만큼은 제발 변치 않길

2. 어떤 사랑으로 나의 용서에 답하련지 또 잠시 날 사랑하다 떠날건지
마치 처음 날 사랑하듯 가슴 뜨겁게 와 있지만 난 왠지 그 사랑이 두려워
오직 나만을 위한 그 약속과 내 곁에서 날 지켜준다는 말 이번 만큼은 제발 변치 않길
오직 나만을 위한 그 약속과 내 곁에서 날 지켜준다는 말 이번 만큼은 제발 변치 않길